# روبرتو مونزون
روبرتو مونزون (اسپانیایی: Roberto Monzón‎؛ زادهٔ ۳۰ مارس ۱۹۷۸) کشتی‌گیر اهل کوبا است.
وی در مسابقات کشوری و بین‌المللی در مجموع برندهٔ ۱ مدال طلا، ۱ مدال نقره شده‌است.